# Amédée de Roussillon
Pour les articles homonymes, voir Amédée.
Amédée de Roussillon (parfois Rossillon), dit Urtebise, mort le 16 septembre 1281, est un abbé de Savigny, puis évêque de Valence du XIIIe siècle, issu de la famille dauphinoise de Roussillon. 

## Biographie

### Origines
La date de naissance d'Amédée de Roussillon n'est pas connue. Il est mentionné pour la première fois avec ses parents, dans un charte datée du mois de novembre 1262. Il appartient à la famille dauphinoise de Roussillon,.
Il est le fils d'Artaud IV, seigneur de Roussillon,,. L'historien Antoine Vachez (1832-1910) indique que la mère pourrait être Artaude de Forez, fille de Guigues IV de Forez, mais cette information n'est pas confirmée. Selon le site Internet de généalogie MedLands (Foundation for Medieval Genealogy), elle aurait pu être une fille cadette de Guigues/Guy III de Forez,.
La fratrie compte cinq enfants, dont Guillaume, qui succède à leur père, et Aymar/Adhémar, archevêque de Lyon (1273-1283),,.
Le Laboureur (1681) indique, selon une charte non datée, qu'il serait le neveu d'Amédée de Genève, évêque de Die, et fils du comte Guillaume II de Genève,. Le Regeste dauphinois le désigne comme son filleul.
Il reçoit dans sa jeunesse le surnom d'Urtebise, soulignant un caractère fougueux, voire batailleur,.

### Carrière ecclésiastique
Amédée est moine à l'abbaye de Saint-Claude, dans le Jura,. Il est appelé à diriger l'abbaye de Savigny, dans le Lyonnais, à la suite de la résignation de Jacques de Menthon, en 1270,,.
Son action est marquée notamment par des excommunications contre des moines et des convers ne respectant pas la règle, puis il obtient leur absolution auprès du pape en 1272,.
Bernard Ayglier, abbé du Mont-Cassin, qui se rend en France afin de réformer les monastères de l'ordre, fait une halte dans l'abbaye en 1272,.
À l'occasion du Deuxième concile de Lyon (1274), il envoie des troupes à l'archevêque, Aymar de Roussillon, son frère, pour protéger la ville et l'assemblée,. Action qu'il réitère quelques mois plus tard afin de protéger l'archevêque.

### Épiscopat
Le 30 septembre 1275, le pape Grégoire IX le nomme, à la faveur du Chapitre, sur le siège épiscopal de Valence,, (le site MedLands donne la date erronée de 1270).
Lors de la mort d'Amédée de Genève, évêque de Die, le 22 janvier 1276, il préside les funérailles. Le diocèse de Die est uni à celui de Valence et Amédée de Roussillon porte désormais le titre d'évêque de Valence et de Die,.
Il obtient, en 1278, par achat, le château de Merlet (Diois).
Lors de la vacance du siège archiépiscopal de Vienne, il est chargé, en sa qualité d'évêque de Valence, d'administrer la métropole.
Dès lors, « sous l'impulsion des membres de la famille de Roussillon, les trois églises de Lyon, de Vienne et de Valence » (Fournier) soutiennent les princes de Bourgogne et de Savoie contre les Angevins en Provence. Dans le contexte régional, il semble en bons termes avec le comte de Savoie, jouant notamment un rôle dans le conflit opposant les Savoie au marquis Guillaume VII de Montferrat. Il le fera emprisonner au printemps 1280, alors que le marquis passait par ses terres,. L'évêque reçoit une lettre du pape qui se dit indigné de cet acte et l'oblige à libérer le marquis. Thomas de Savoie obtient une complète rémission pour le prélat, prévenant ainsi des représailles.

### Lutte contre le comte de Valentinois
Le pouvoir temporel de l'évêque de Valence est un enjeu notamment pour les comtes de Valentinois,.
Il remercie, en 1278, par des exemptions les représentants de Saillans pour leur aide contre le comte Aymar de Poitiers. Il avait signé avec eux et le prieur de la ville, un traité, le 9 décembre 1276.
Au cours de cette même année, plusieurs actes mentionnent le conflit opposant Amédée à Aymar de Poitiers, avec notamment la restitution de châteaux placée sous les auspices de l'évêque de Langres, Gui de Genève, et le connétable de France, Humbert de Beaujeu. Une sentence est rendue avec l'obligation de remettre trois châteaux pris par le comte à l'évêque de Die. Aymar, archevêque de Lyon et frère de l'évêque, est témoin. Les deux parties sont convoquées à un procès, en juillet de cette même année, à Lyon, afin de régler le conflit.
Une nouvelle conférence s'ouvre entre les parties en 1279 et se conclut par une trêve. Cependant les tensions se poursuivent. Le pape Nicolas IV nomme ainsi des délégués pour juger l'une des affaires, en 1280.
Le 11 juillet 1281, un « traité d'alliance en plaid et en guerre est signé entre Louis de Savoie, seigneur de Vaud, frère d'Amédée comte de Savoie, chevalier, et Aymar de Poitiers, comte de Valentinois, contre Aymar de Roussillon, archevêque de Lyon, Amédée de Roussillon, évêque de Valence et Die, Artaud seigneur de Roussillon, au diocèse de Vienne, et tous leurs parents, clercs ou laïques. ».

### Mort et succession
Le 7 septembre 1281, Amédée de Roussillon, pris de fièvre tierce, se rend à Die. Il meurt le 16 septembre. Le doyen et le prévôt de Valence assurent la période de vacance.